# Kerkhof van Zuidpene
Het Kerkhof van Zuidpene is een gemeentelijke begraafplaats in de gemeente Zuidpene in het Franse Noorderdepartement. Het kerkhof ligt rond de Sint-Vaastkerk in het dorpscentrum.

## Britse oorlogsgraven
Op het kerkhof bevinden zich acht Britse oorlogsgraven uit de Tweede Wereldoorlog. De graven worden onderhouden door de Commonwealth War Graves Commission. In de CWGC-registers is de begraafplaats opgenomen als Zuytpeene Churchyard.